# Pietro-Paolo da Santa Croce
Pietro-Paolo da Santa Croce, mort avant 1620, est un peintre de Bergame, principalement actif à Padoue.

## Biographie
Pietro-Paolo da Santa Croce est un peintre de Bergame. Selon le Guida di Padova, ce peintre appartiendrait à la même famille que Francesco et Girolamo.
D'après le livre Italian Painting C. 1330-1550, sa vie est documentée à partir de 1575. 
Il est principalement actif à Padoue. On peut voir à la basilique Saint-Antoine de Padoue une Adoration des mages de 1591, dans l'Église de l'Arena une Madone, et quelques autres tableaux de sainteté dans les églises de cette ville.
Il meurt avant 1620.